# Servaínza
Servaínza (llamada oficialmente A Servaínza) es una aldea situada en la parroquia de Grijoá, del municipio español de Viana del Bollo, en la provincia de Orense, Galicia.

## Demografía
| Gráfica de evolución demográfica de Servaínza entre 2000 y 2023 |
|                                                                 |
| Datos según el nomenclátor publicado por el INE.                |